# Santa Eulàlia de Viladonja
Santa Eulàlia de Viladonja és una església romànica de les Llosses (Ripollès) inclosa a l'Inventari del Patrimoni Arquitectònic de Catalunya.

## Descripció
L'antiga parròquia de Santa Eulàlia de Viladonja està situada a l'extrem S del terme, a 1012mts. L'església actual fou reedificada al segle xviii, sobre la base d'un primitiva església romànica, de la qual guarda la disposició de la nau, ampliada amb una sagristia i capelles laterals. Té un petit campanar de torre amb coberta piramidal a la banda de migdia. El 1802 li fou afegit un vestíbul d'entrada. Té al costat el clos del cementiri.